# Слабаш
Слаба́ш — село в Україні, в Яворівському районі Львівської області. Населення становить 49 осіб. Кількість дворів — 22.
Орган місцевого самоврядування — Мостиська міська рада. Село знаходиться поруч з центром громади.